# سعید ملکان
سعید ملکان (متولد ۱۳ فروردین ۱۳۵۸ در تهران) چهره‌پرداز، تهیه‌کننده و کارگردان سینمای ایران است. او تاکنون ۶ بار برنده سیمرغ بلورین بهترین چهره‌پردازی جشنواره فیلم فجر شده است. وی همچنین در سال ۱۳۹۸ سیمرغ بلورین بهترین فیلم در بخش نگاه نو، سیمرغ بلورین بهترین فیلم از نگاه ملی و جایزه ویژهٔ هیئت داوران را برای کارگردانی و تهیه کنندگی فیلم سینمایی روز صفر، از سی و هشتمین جشنواره فیلم فجر دریافت کرد.

## زندگی
سعید ملکان متولد سال ۱۳۵۸ و فارغ‌التحصیل رشته هنرهای تجسمی از هنرستان صدا و سیما است. فعالیت حرفه‌ای را در سینما از سال ۱۳۷۳ همزمان با تحصیل، در گروه گریم شبکه اول سیما زیر نظر مرتضی اردستانی آغاز کرد. از سال ۱۳۷۵ تا سال ۱۳۷۷ به عنوان مجری چهره‌پردازی با بیژن محتشم به همکاری پرداخت و پس از آن به‌طور مستقل در عرصه سینما و تلویزیون مشغول بکار شد.

## فیلم‌شناسی

### کارگردان
1. روز صفر[۳]

### تهیه‌کننده و سرمایه‌گذار
1. قیف (۱۴۰۱)
2. غلامرضا تختی (۱۳۹۷)
3. سریال نهنگ آبی (۱۳۹۷)
4. تنگه ابوقریب (۱۳۹۵)
5. بی‌حساب (۱۳۹۵)
6. ویلایی‌ها (۱۳۹۵)
7. ابد و یک روز (۱۳۹۴)
8. برادرم خسرو (۱۳۹۴)
9. در سکوت (۱۳۹۴)
10. گینس (۱۳۹۳)
11. آرایش غلیظ (۱۳۹۲)
12. بیگانه (۱۳۹۲)
13. آسمان زرد کم عمق (۱۳۹۱)

### فیلمنامه‌نویس
1. غلامرضا تختی (۱۳۹۷)
2. روز صفر (۱۳۹۸)

### بازیگر
1. زرد قناری (۱۳۶۷)

## طراحی لباس و چهره‌پردازی
طراح چهره‌پردازی
| نقش- سمت         | کارگردان        | سال تولید | عنوان فیلم                |
| طراح چهره پردازی | سعید ملکان      | ۱۳۹۸      | روز صفر                   |
| طراح چهره پردازی | مرتضی فرشباف    | ۱۳۹۸      | تومان                     |
| طراح چهره پردازی | جمشید محمودی    | ۱۳۹۷      | شکستن همزمان بیست استخوان |
| طراح چهره پردازی | بهرام توکلی     | ۱۳۹۷      | غلامرضا تختی              |
| طراح چهره پردازی | فریدون جیرانی   | ۱۳۹۷      | سریال نهنگ آبی            |
| طراح چهره پردازی | بهرام توکلی     | ۱۳۹۶      | تنگه ابوقریب              |
| طراح چهره پردازی | منیژه حکمت      | ۱۳۹۶      | جاده قدیم                 |
| طراح چهره پردازی | رامبد جوان      | ۱۳۹۶      | قانون مورفی               |
| طراح چهره پردازی | احسان بیگلری    | ۱۳۹۵      | برادرم خسرو               |
| طراح چهره پردازی | مصطفی احمدی     | ۱۳۹۵      | میلیونر میامی             |
| طراح چهره پردازی | رامتین لبافی    | ۱۳۹۵      | هت تریک                   |
| طراح چهره پردازی | منیر قیدی       | ۱۳۹۵      | ویلایی‌ها                  |
| طراح چهره پردازی | سامان مقدم      | ۱۳۹۵      | نهنگ عنبر۲                |
| طراح چهره پردازی | کمال تبریزی     | ۱۳۹۴      | امکان مینا                |
| طراح چهره پردازی | رضا عطاران      | ۱۳۹۴      | دراکولا                   |
| طراح چهره پردازی | ژرژ هاشم‌زاده    | ۱۳۹۴      | در سکوت                   |
| طراح چهره پردازی | سعید روستایی    | ۱۳۹۴      | ابد و یک روز              |
| طراح چهره پردازی | داریوش غذبانی   | ۱۳۹۴      | خماری                     |
| طراح چهره پردازی | سید جلال اشکذری | ۱۳۹۴      | دلبری                     |
| طراح چهره پردازی | علی احمدزاده    | ۱۳۹۴      | مادر قلب اتمی             |
| طراح چهره پردازی | حسن فتحی        | ۱۳۹۴      | سریال شهرزاد فصل۱         |
| طراح چهره پردازی | مریم جلالیان    | ۱۳۹۴      | نمایش عاشقانه‌های ناآرام   |

| طراح چهره پردازی | شهره سلطانی     | ۱۳۹۴ | پینوکیو                              |
| طراح چهره پردازی | علی رفیعی       | ۱۳۹۴ | نمایش خاطرات و کابوسهای یک جامعه دار |
| طراح چهره پردازی | یدالله صمدی     | ۱۳۹۳ | پدر آن دیگری                         |
| طراح چهره پردازی | محسن تنابنده    | ۱۳۹۳ | گینس                                 |
| طراح چهره پردازی | عبدالرضا کاهانی | ۱۳۹۳ | استراحت مطلق                         |
| طراح چهره پردازی | وحید جلیلوند    | ۱۳۹۳ | چهارشنبه ۱۹ اریبهشت                  |
| طراح چهره پردازی | حسن برزیده      | ۱۳۹۳ | مزار شریف                            |
| طراح چهره پردازی | سامان مقدم      | ۱۳۹۳ | نهنگ عنبر۱                           |
| طراح چهره پردازی | مصطفی احمدی     | ۱۳۹۳ | نزدیکتر                              |
| طراح چهره پردازی | مسعود کیمیایی   | ۱۳۹۲ | متروپل                               |
| طراح چهره پردازی | شهاب حسینی      | ۱۳۹۲ | ساکن طبقه وسط                        |
| طراح چهره پردازی | حسین مهکام      | ۱۳۹۲ | آزادی مشروط                          |
| طراح چهره پردازی | حمید نعمت‌الله   | ۱۳۹۲ | آرایش غلیظ                           |
| طراح چهره پردازی | کیومرث پور احمد | ۱۳۹۲ | پنجاه قدم آخر                        |
| طراح چهره پردازی | بهرام توکلی     | ۱۳۹۲ | بیگانه                               |
| طراح چهره پردازی | شهره سلطانی     | ۱۳۹۲ | نمایش گاهی یه تلفن به خودت بزن       |
| طراح چهره پردازی | ابراهیم شیبانی  | ۱۳۹۱ | هیچ‌کجا، هیچ‌کس                        |
| طراح چهره پردازی | روح االه حجازی  | ۱۳۹۱ | زندگی خصوصی آقای محمودی و بانو       |
| طراح چهره پردازی | روح االه سهرابی | ۱۳۹۱ | خاکستر و برف                         |
| طراح چهره پردازی | بهرام بهرامیان  | ۱۳۹۱ | آیینه شمعدون                         |
| طراح چهره پردازی | محسن امیر یوسفی | ۱۳۹۱ | آشغال‌های دوست داشتنی                 |
| طراح چهره پردازی | شهریار بحرانی   | ۱۳۹۱ | ملک سلیمان                           |
| طراح چهره پردازی | بهرام توکلی     | ۱۳۹۱ | آسمان زرد کم عمق                     |

| طراح چهره پردازی | یدالله صمدی         | ۱۳۹۱ | سریال هفت سین                 |
| طراح چهره پردازی | محمد علی باشه آهنگر | ۱۳۹۰ | ملکه                          |
| طراح چهره پردازی | روح‌الله حجازی       | ۱۳۹۰ | زندگی خصوصی آقا و خانم میم    |
| طراح چهره پردازی | احمد رضا گرشاسبی    | ۱۳۹۰ | اینجا شهر دیگری است           |
| طراح چهره پردازی | پارسا پیروز فر      | ۱۳۹۰ | نمایش گلن گری و گلن راس       |
| طراح چهره پردازی | نقی نعمتی           | ۱۳۸۹ | سه و نیم                      |
| طراح چهره پردازی | مهدی رحمانی         | ۱۳۸۹ | پنهان                         |
| طراح چهره پردازی | بهرام توکلی         | ۱۳۸۹ | اینجا بدون من                 |
| طراح چهره پردازی | احمد رضا معتمدی     | ۱۳۸۹ | آلزایمر                       |
| طراح چهره پردازی | یدالله صمدی         | ۱۳۸۹ | سریال شوق پرواز               |
| طراح چهره پردازی | یوسف سید مهدی       | ۱۳۸۹ | سریال قفسی برای پرواز         |
| طراح چهره پردازی | بهنام بهزادی        | ۱۳۸۹ | قلب دوم                       |
| طراح چهره پردازی | مسعود رایگان        | ۱۳۸۹ | نمایش قاتل بی رحم هسه کارلسون |
| طراح چهره پردازی | حسن فتحی            | ۱۳۸۸ | سریال در مسیر زاینده رود      |
| طراح چهره پردازی | مهدی رحمانی         | ۱۳۸۸ | دیگری                         |
| طراح چهره پردازی | بهرام توکلی         | ۱۳۸۸ | پرسه در مه                    |
| طراح چهره پردازی | محمد رضا بزرگ نیا   | ۱۳۸۸ | راه ابریشم                    |
| طراح چهره پردازی | حسن فتحی            | ۱۳۸۸ | کیفر                          |
| طراح چهره پردازی | بهرام توکلی         | ۱۳۸۸ | در آغاز یک روز                |
| طراح چهره پردازی | فرزاد مؤتمن         | ۱۳۸۸ | ساعت گیج زمان                 |
| طراح چهره پردازی | بهرام بیضایی        | ۱۳۸۷ | وقتی همه خوابیم               |
| طراح چهره پردازی | شهریار بحرانی       | ۱۳۸۷ | ملک سلیمان                    |
| طراح چهره پردازی | یدالله صمدی         | ۱۳۸۷ | کلانتری غیرانتفاعی            |

| طراح چهره پردازی               | بهروز افخمی        | ۱۳۸۷ | فرزند صبح                  |
| طراح چهره پردازی               | رسول صدر عاملی     | ۱۳۸۷ | زندگی با چشمان بسته        |
| طراح چهره پردازی               | مهدی صباغ زاده     | ۱۳۸۷ | مانگرو                     |
| طراح چهره پردازی               | حسن فتحی           | ۱۳۸۷ | پستچی سه بار در نمی‌زند     |
| طراح چهره پردازی               | فرج‌الله سلحشور     | ۱۳۸۶ | سریال یوسف پیامبر          |
| طراح چهره پردازی               | روح االله حجازی    | ۱۳۸۶ | تله فیلم اگر باران ببارد   |
| طراح چهره پردازی               | مجید مجیدی         | ۱۳۸۶ | آواز گنجشگ‌ها               |
| طراح چهره پردازی               | ماهر صباغ          | ۱۳۸۶ | نمایش صلاح الدین ایوبی     |
| طراح چهره پردازی               | نجدت انزور         | ۱۳۸۶ | سریال سقف العالم           |
| طراح چهره پردازی               | وحید موسائیان      | ۱۳۸۵ | گوشواره                    |
| طراح چهره پردازی               | علی وزیریان        | ۱۳۸۵ | خدا نزدیک است              |
| طراح چهره پردازی               | محمد عرب           | ۱۳۸۵ | آخرین ملکه زمین            |
| طراح چهره پردازی               | محسن دامادی        | ۱۳۸۵ | آیین دلبری                 |
| طراح چهره پردازی - و طراح لباس | اکبر عبدی          | ۱۳۸۵ | نمایش اکبر آقا اکتور سینما |
| طراح چهره پردازی               | بهرام توکلی        | ۱۳۸۴ | پابرهنه در بهشت            |
| طراح چهره پردازی               | روح‌الله حجازی      | ۱۳۸۴ | ماه جبین                   |
| طراح چهره پردازی               | مسعود جعفری جوزانی | ۱۳۸۴ | سریال در چشم باد           |
| طراح چهره پردازی               | محمد درمنش         | ۱۳۸۴ | سریال ملک دی               |
| طراح چهره پردازی               | داریوش ربیعی       | ۱۳۸۳ | سریال آخرین زمستان سرد     |
| طراح چهره پردازی               | فرید صباغ          | ۱۳۸۳ | نمایش چگوارا               |
| طراح چهره پردازی               | عزیزالله حمید ن‍ژاد  | ۱۳۸۲ | شکوفه‌های سنگی              |
| طراح چهره پردازی               | پرویز شیخ طادی     | ۱۳۸۲ | روایت سه‌گانه               |
| طراح چهره پردازی               | عبدالحسین برزیده   | ۱۳۸۲ | روایت سه‌گانه               |

| طراح چهره پردازی | علی وزیریان      | ۱۳۸۲ | باز باران               |
| طراح چهره پردازی | بهزاد بهزادپور   | ۱۳۸۲ | خداحافظ رفیق            |
| طراح چهره پردازی | رهبر قنبری       | ۱۳۸۲ | او                      |
| طراح چهره پردازی | پرویز شیخ طادی   | ۱۳۸۲ | چتری برای کارگردان      |
| طراح چهره پردازی | پرویز شیخ طادی   | ۱۳۸۲ | آخرین پرعقاب            |
| طراح چهره پردازی | عبدالله باکیده   | ۱۳۸۱ | سریال اشغال             |
| طراح چهره پردازی | سید جواد هاشمی   | ۱۳۸۱ | سریال افسون             |
| طراح چهره پردازی | حمید بهمنی       | ۱۳۸۱ | سریال زمانی برای خاکستر |
| طراح چهره پردازی | جواد کاسه ساز    | ۱۳۸۱ | سریال گل‌های ابی         |
| طراح چهره پردازی | حمید بهمنی       | ۱۳۸۱ | سریال آتیه              |
| طراح چهره پردازی | رهبر قنبری       | ۱۳۸۰ | پرنده باز کوچک          |
| طراح چهره پردازی | شاپور قریب       | ۱۳۸۰ | سریال دردسرهای طلایی    |
| طراح چهره پردازی | مهران غفوریان    | ۱۳۸۰ | سریال این چند نفر       |
| طراح چهره پردازی | مهران غفوریان    | ۱۳۸۰ | سریال طبقه وسط          |
| طراح چهره پردازی | سید جواد هاشمی   | ۱۳۸۰ | سریال تنها              |
| طراح چهره پردازی | یوسف صیادی       | ۱۳۸۰ | سریال یک بام و دو هوا   |
| طراح چهره پردازی | حمید بهمنی       | ۱۳۷۹ | سریال دولت عشق          |
| طراح چهره پردازی | رضا میر کریمی    | ۱۳۷۹ | زیر نورماه              |
| طراح چهره پردازی | حسین پهلوان نشان | ۱۳۷۹ | سرزمین آرزوها           |
| طراح چهره پردازی | پارسا پیروزفر    | ۱۳۷۸ | نمایش هنر               |
| طراح چهره پردازی | پرویز شیخ طادی   | ۱۳۷۸ | دفتر ازآسمان            |
| طراح چهره پردازی | سید جواد هاشمی   | ۱۳۷۸ | نمایش یتیمان کوفه       |
| طراح چهره پردازی | حمید بهمی        | ۱۳۷۸ | سریال دام ۹۸            |

| طراح چهره پردازی | بهمن زرین پور  | ۱۳۷۸ | سریال ستاره باران            |
| طراح چهره پردازی | ایرج طهماسب    | ۱۳۷۶ | سریال کلاه قرمزی و صندوق پست |
| طراح چهره پردازی | حسین فرزین     | ۱۳۷۶ | سریال یکی از آن میان         |
| طراح چهره پردازی | نادر ابراهیمی  | ۱۳۷۵ | سربازان گهوار                |
| چهره پرداز       | مجید بهشتی     | ۱۳۷۳ | سریال مه بانو                |
| چهره پرداز       | یدالله صمدی    | ۱۳۷۸ | فیلم سارای                   |
| چهره پرداز       | داریوش مودبیان | ۱۳۷۶ | تله فیلم پرد هٔ عجایب         |
| چهره پرداز       | بهروز غریب پور | ۱۳۷۸ | تله فیلم بینوایان            |

### طراح چهره‌پردازی
1. روز صفر (۱۳۹۸)
2. تومان (۱۳۹۸)
3. غلامرضا تختی (۱۳۹۷)
4. شکستن همزمان بیست استخوان (۱۳۹۷)
5. قانون مورفی (۱۳۹۶)
6. تنگه ابوقریب (۱۳۹۶)
7. ویلایی‌ها (۱۳۹۶)
8. هت‌تریک (۱۳۹۵)
9. ابد و یک روز (۱۳۹۵)
10. گینس (۱۳۹۳)
11. پدر آن دیگری (۱۳۹۳)
12. آرایش غلیظ (۱۳۹۲)
13. آزادی مشروط (۱۳۹۲)
14. خانوم (فیلم) (۱۳۹۲)
15. ساکن طبقه وسط (۱۳۹۲)
16. متروپل (۱۳۹۲)
17. ملک سلیمان
18. آسمان زرد کم عمق (۱۳۹۱)
19. آشغال‌های دوست داشتنی (۱۳۹۱)
20. آینه شمعدون (۱۳۹۱)
21. خاکستر و برف (۱۳۹۱)
22. زندگی مشترک آقای محمودی و بانو (۱۳۹۱)
23. هیچ‌کجا هیچ‌کس (۱۳۹۱)
24. اینجا شهر دیگری است (۱۳۹۰)
25. زندگی خصوصی آقا و خانم میم (۱۳۹۰)
26. ملکه (۱۳۹۰)
27. آلزایمر (۱۳۸۹)
28. اینجا بدون من (۱۳۸۹)
29. پنهان (۱۳۸۹)
30. سه و نیم (۱۳۸۹)
31. پرسه در مه (۱۳۸۸)
32. دیگری (۱۳۸۸)
33. پستچی سه بار در نمی‌زند (۱۳۸۷)
34. زندگی با چشمان بسته (۱۳۸۷)
35. فرزند صبح (۱۳۸۷)
36. کلانتری غیرانتفاعی (۱۳۸۷)
37. ملک سلیمان (۱۳۸۷)
38. وقتی همه خوابیم (۱۳۸۷)
39. آواز گنجشک‌ها (۱۳۸۶)
40. سریال یوسف پیامبر (۱۳۸۶)
41. آخرین ملکه زمین (۱۳۸۵)
42. خدا نزدیک است (۱۳۸۵)
43. گوشواره (۱۳۸۵)
44. پابرهنه در بهشت (۱۳۸۴)
45. او (۱۳۸۲)
46. خداحافظ رفیق (اپیزود اول)(۱۳۸۲)
47. خداحافظ رفیق (اپیزود دوم)(۱۳۸۲)
48. خداحافظ رفیق (اپیزود سوم)(۱۳۸۲)
49. روایت سه‌گانه (اپیزود اول)(۱۳۸۲)
50. روایت سه‌گانه (اپیزود دوم)(۱۳۸۲)
51. شکوفه‌های سنگی (۱۳۸۲)
52. پرنده باز کوچک (۱۳۸۰)
53. زیر نور ماه (۱۳۷۹)
54. دفتری از آسمان (۱۳۷۸)
55. باز باران (۱۳۸۲)

### چهره‌پرداز
- ۱ - اینجا بدون من (۱۳۸۹)
- ۲ - راه آبی ابریشم (۱۳۸۹)
- ۳ - کیفر (۱۳۸۸)
- ۴ - کلانتری غیرانتفاعی (۱۳۸۷)
- ۵ - در چشم باد (۱۳۸۷)
- ۶ - مه بانو (۱۳۸۰)
- ۷ - سارای (۱۳۷۶)

### طراح لباس
- ۱ - خداحافظ رفیق (اپیزود اول، خداحافظ رفیق) (۱۳۸۲)
- ۲ - خداحافظ رفیق (اپیزود دوم، یک لحظه رنگین کمان) (۱۳۸۲)
- ۳ - خداحافظ رفیق (اپیزود سوم، گل شیشه‌ای) (۱۳۸۲)

## جوایز
| سال  | رشته                      | فیلم                          | نتیجه    |
| ---- | ------------------------- | ----------------------------- | -------- |
| ۱۳۸۶ | آواز گنجشک‌ها              | بهترین چهره‌پردازی             | برنده    |
| ۱۳۸۷ | وقتی همه خوابیم           | بهترین چهره‌پردازی             | برنده    |
| ۱۳۸۸ | ملک سلیمان                | بهترین چهره‌پردازی             | برنده    |
| ۱۳۸۹ | آلزایمر و فرزند صبح       | بهترین چهره‌پردازی             | برنده    |
| ۱۳۹۰ | ملکه                      | بهترین چهره‌پردازی             | نامزدشده |
| ۱۳۹۱ | آسمان زرد کم‌عمق           | بهترین چهره‌پردازی             | نامزدشده |
| ۱۳۹۳ | مزار شریف                 | بهترین چهره‌پردازی             | نامزدشده |
| ۱۳۹۴ | ابد و یک روز و امکان مینا | بهترین چهره‌پردازی             | برنده    |
| ۱۳۹۴ | ابد و یک روز              | بهترین فیلم از نگاه تماشاگران | برنده    |
| ۱۳۹۴ | ابد و یک روز              | بهترین فیلم نگاه نو           | برنده    |
| ۱۳۹۴ | ابد و یک روز              | بهترین فیلم                   | نامزدشده |
| ۱۳۹۶ | تنگه ابوقریب              | بهترین چهره‌پردازی             | برنده    |
| ۱۳۹۶ | تنگه ابوقریب              | بهترین فیلم                   | نامزدشده |
| ۱۳۹۷ | غلامرضا تختی              | بهترین چهره‌پردازی             | نامزدشده |
| ۱۳۹۷ | غلامرضا تختی              | بهترین فیلم                   | نامزدشده |
| ۱۳۹۷ | غلامرضا تختی              | بهترین فیلم از نگاه تماشاگران | نامزدشده |
| ۱۳۹۸ | روز صفر                   | بهترین فیلم از نگاه ملی       | برنده    |
| ۱۳۹۸ | روز صفر                   | جایزهٔ ویژهٔ هیئت داوران        | برنده    |
| ۱۳۹۸ | روز صفر                   | بهترین فیلم اول               | برنده    |
| ۱۳۹۸ | روز صفر                   | بهترین فیلم                   | نامزدشده |
| ۱۳۹۸ | روز صفر                   | بهترین کارگردانی              | نامزدشده |
| ۱۳۹۸ | روز صفر                   | بهترین فیلمنامه               | نامزدشده |